# Нурмагомедов, Усман Магомеднабиевич
Усма́н Магомеднаби́евич Нурмагоме́дов (авар. Гӏусман НурмухӀамадов; род. 17 апреля 1998, Кизилюрт, Дагестан) — российский боец смешанных боевых искусств, выступающий под эгидой Bellator. Чемпион мира среди юниоров союза ММА 2017. Действующий чемпион Bellator в лёгком весе. Родной брат чемпиона лиги Gorilla Fighting Championship в легчайшем весе и бойца лиги UFC Умара Нурмагомедова.

## Биография
Усман Нурмагомедов родился 17 апреля 1998 года в городе Кизилюрт, республика Дагестан. По этническому происхождению является аварцем. Проходил подготовку под руководством своего дяди, заслуженного тренера России Абдулманапа Нурмагомедова.
В детстве, проживая в родном селе, со своим братом Умаром Нурмагомедовым начал посещать секцию вольной борьбы, но после определённых перебоев с работой тренеров и самой секции оставил это занятие. Спустя время, когда его брат начал заниматься тайским боксом, Усман «подтянулся» за ним.
После переезда в Махачкалу Усман начал тренировки в лагере своего дяди Абдулманапа Нурмагомедова, где получил навыки вольной борьбы, а троюродный брат Хабиб Нурмагомедов. обучил его грэпплингу.
11 ноября 2021 года Усман Нурмагомедов был задержан в аэропорту Шереметьево. Был заподозрен в наезде на сотрудника полиции в аэропорту Махачкалы, но в скором времени выяснилось, что он находился на пассажирском сиденье и не был за рулём, вследствие чего проходит как свидетель по данному делу.

## Карьера в смешанных единоборствах
Дебют в профессиональной карьере он провёл 26 марта 2017 года в Москве на турнире промоушена Moscow Pankration Federation. Соперником выступал Имран Абдиев. Усман одержал первую профессиональную победу.
Второй бой прошел в рамках турнира «Битва на Волге — 8» 14 декабря 2018 года. В первом же раунде Усман серией джебов нанёс Дмитрию Берестовскому несколько рассечений. Бой завершился по решению врача.
В третьем бою, который проходил в городе Джидда, Саудовская Аравия, 28 декабря 2018 года, где его соперником выступал Иссеи Морияму, Нурмагомедов, переведя японца в партер, нанёс серию ударов по голове противника. Рефери был вынужден остановить поединок, тем самым Усман победил Иссеи Морияму техническим нокаутом.
Четвертый бой прошёл в рамках турнира «Битва на Волге — 9» 17 февраля 2019 года. Усман Нурмагомедов одержал победу над своим соперником Кумой Ромео. После успешного тейкдауна, Усман «забрал» спину и, закрыв замок на шее, успешно провёл удушающий приём.
Следующую победу он одержал на турнире Gorilla Fighting Championship — 11, который проводился 3 мая в городе Пенза. Соперником выступал бразилец Габриэль Барбоза. Усман перевёл Габриэля в партер, а затем начал добивать точными ударами по голове и корпусу. Рефери остановил поединок на третьей минуте первого раунда.
Шестую по счету победу Усман Нурмагомедов одержал единогласным решением на турнире GFC — 15 в Пензе. Он выступал в своей весовой категории в главном карде против Руслана Хисамутдинова.
Очередная профессиональная победа была одержана Усманом на турнире GFC — 17 в городе Атырау, респ. Казахстан 27 сентября 2019 года. Он задушил гильотиной киргизского бойца Козима Жахогирова во 2-м раунде.
Восьмую победу Нурмагомедов одержал в Абу-Даби, ОАЭ, на турнире UAE Warriors 9. Уже на второй минуте он нанёс удар, попав Роману Головинову в челюсть, затем бросился на него и, прижав соперника к клетке, добил его ударами по голове до остановки рефери. Поединок закончился на второй минуте 1-го раунда.
Девятая победа была завоёвана Усманом на турнире GFC — 24 9 февраля 2020 года в городе Саратов против россиянина Руслана Туякова. Доминируя в первом раунде, ему удалось с легкостью вывести соперника из строя, и во втором раунде уже на первой минуте боя Усман руками забил Туякова около сетки.
На турнире UAE Warriors 12 в Абу-Даби Усман Нурмагомедов встретился с соперником из Финляндии — Джерри Кварнстромом. В первом раунде Джерри попытался совершить тейкдаун, но Усман атаковал его, удерживая Кварнстрома около клетки до конца первого раунда. В начале второго раунда он продолжил прессинг, а уже через минуту повалил соперника на канвас и забил руками. Эта победа стала десятой в профессиональной карьере Усмана Нурмагомедова.
Одиннадцатую победу Нурмагомедов одержал на турнире памяти Абдулманапа Нурмагомедова в Москве 9 сентября 2020 года, выступая соглавном бою против Станислава Шабанова. После обоюдоострого первого раунда, где оба соперника наносили друг другу серьёзные удары, во втором Усман Нурмагомедов нанёс сопернику травму ноги, после чего поединок полностью перешёл под контроль Усмана. В середине второго раунда судья по просьбе Шабанова остановил поединок.
.
2 октября 2020 года Усман был подписан в организацию Bellator MMA.

## Статистика профессиональных боёв
| Боёв 20         | Побед 19 | Поражений 0 |
| --------------- | -------- | ----------- |
| Нокаутом        | 8        | 0           |
| Сдачей          | 6        | 0           |
| Решением        | 5        | 0           |
| Не состоявшихся | 1        | 1           |

| Результат    | Рекорд   | Соперник             | Способ                                                   | Турнир                                                                     | Дата             | Раунд | Время | Место                      | Примечание |
| ------------ | -------- | -------------------- | -------------------------------------------------------- | -------------------------------------------------------------------------- | ---------------- | ----- | ----- | -------------------------- | --- |
| Победа       | 19-0 (1) | Пол Хьюз             | Единогласное решение                                     | PFL Road to Dubai Series                                                   | 25 января 2025   | 5     | 5:00  | Дубай, , ОАЭ               | Защитил титул чемпиона Bellator в лёгком весе. |
| Победа       | 18-0 (1) | Александр Шаблий     | Единогласное решение                                     | Bellator Champions Series 4                                                | 7 сентября 2024  | 5     | 5:00  | Сан-Диего, Калифорния, США | Защитил титул чемпиона Bellator в лёгком весе. |
| Не состоялся | 17-0 (1) | Брент Примус         | Результат боя отменён                                    | Bellator 300                                                               | 7 октября 2023   | 5     | 5:00  | Сан-Диего, Калифорния, США | Полуфинал гран-при Bellator в лёгком весе. Первоначально победа Нурмагомедова единогласным решением судей. После Усман сдал положительный допинг-тест и бой признан несостоявшимся, однако Нурмагомедов не был лишен титула. |
| Победа       | 17-0     | Бенсон Хендерсон     | Сабмишном (удушение сзади)                               | Bellator 292                                                               | 10 марта 2023    | 1     | 2:37  | Сан-Хосе, Калифорния, США  | Защитил титул чемпиона Bellator в лёгком весе в рамках четвертьфинала гран-при Bellator. |
| Победа       | 16-0     | Патрики Фрейри       | Единогласное решение                                     | Bellator 288                                                               | 18 ноября 2022   | 5     | 5:00  | Чикаго, Иллинойс, США      | Завоевал титул чемпиона Bellator в лёгком весе. |
| Победа       | 15-0     | Кристофер Гонсалес   | Сабмишном (удушение гильотиной)                          | Bellator 283                                                               | 22 июля 2022     | 1     | 2:54  | Такома, Вашингтон, США     | |
| Победа       | 14-0     | Патрик Пиетила       | Сабмишном (удушение сзади)                               | Bellator 269                                                               | 23 октября 2021  | 1     | 4:06  | Москва, Россия             | |
| Победа       | 13-0     | Мэнни Муро           | Техническим нокаутом (удар коленом в корпус и добивание) | Bellator 263                                                               | 31 июля 2021     | 1     | 3:30  | Лос-Анджелес, США          | |
| Победа       | 12-0     | Майк Хэмил           | Единогласное решение                                     | Bellator 255                                                               | 2 апреля 2021    | 3     | 5:00  | Анкасвилл, США             | |
| Победа       | 11-0     | Святослав Шабанов    | ТКО (добивание)                                          | FNG&GFC 28                                                                 | 9 сентября 2020  | 2     | 2:39  | Москва, Россия             | |
| Победа       | 10-0     | Джерри Кварнстром    | ТКО (добивание)                                          | UAE Warriors 12                                                            | 31 июля 2020     | 2     | 2:39  | Абу-Даби, ОАЭ              | |
| Победа       | 9-0      | Руслан Туяков        | ТКО (добивание)                                          | GFC — 24                                                                   | 9 февраля 2020   | 2     | 2:03  | Саратов, Россия            | |
| Победа       | 8-0      | Роман Головинов      | ТКО (удары рукой)                                        | UAE Warriors 9                                                             | 29 ноября 2019   | 1     | 2:42  | Абу-Даби, ОАЭ              | |
| Победа       | 7-0      | Козим Жахонгиров     | Удушающий приём (удушение гильотиной)                    | GFC — 17                                                                   | 27 сентября 2019 | 2     | 2:00  | Атырау, Казахстан          | |
| Победа       | 6-0      | Руслан Хисамутдинов  | Единогласное решение                                     | GFC — 15                                                                   | 28 июля 2019     | 3     | 5:00  | Пенза, Россия              | |
| Победа       | 5-0      | Габриэль Барбоза     | ТКО (удары рукой)                                        | GFC — 11                                                                   | 3 мая 2019       | 1     | 3:15  | Пенза, Россия              | |
| Победа       | 4-0      | Кума Ромео           | Удушение сзади                                           | Битва на Волге — 9                                                         | 17 февраля 2019  | 1     | 4:49  | Тольятти, Россия           | |
| Победа       | 3-0      | Иссеи Морияму        | ТКО (удары рукой)                                        | Brave CF — 21                                                              | 28 декабря 2018  | 1     | 4:25  | Джидда, Саудовская Аравия  | |
| Победа       | 2-0      | Дмитрий Берестовский | ТКО (остановка доктором)                                 | Битва на Волге — 8                                                         | 14 декабря 2018  | 1     | 5:00  | Тольятти, Россия           | |
| Победа       | 1-0      | Имран Абдиев         | Сдача (рычаг локтя)                                      | Moscow Pankration Federation Young Talents of Russia, Europe and Asia 2017 | 26 декабря 2017  | 1     | 1:51  | Москва, Россия             | |